# Кэмпинг Уорлд Стэдиум
«Кэ́мпинг Уо́рлд», или «Кемпинг Уорлд», или «Кэмпинг Уорлд Стэдиум» (англ. Camping World Stadium), — многофункциональный стадион, расположенный в городе Орландо, штата Флорида, США.
С 2011 по 2013 и с 2015 по 2016 годы являлся домашним стадионом профессионального футбольного клуба «Орландо Сити», выступающего в MLS, высшей футбольной лиге США и Канады.

## История
Стадион был построен в 1936 году в эпоху проектов развития экономики с целью выхода из Великой депрессии. Он первоначально вмещал 8900 зрителей и назывался «Орландо Стадиум» (Orlando Stadium). В 1947 году вместимость стадиона была увеличена до 10 000 зрителей, он был переименован в «Танджерин Боул» (Tangerine Bowl). К тому времени стадион уже стал популярной ареной по проведению соревнований среди студенческих команд по американскому футболу.
В 1952 году после очередной реновации вместимость стадиона была увеличена до 12 000 зрителей, а в 1968 году — до 17 000 зрителей. В это же время на стадионе была построена первая ложа для прессы. В период с 1974 по 1976 годы стадион был существенно увеличен и вместимость выросла до 50 000 человек. Также к стадиону вернулось название «Орландо Стадиум». В 1983 году Флоридский департамент цитрусовых культур стал спонсором стадиона, в связи с чем он был переименован во «Флорида Ситрес Боул» (Florida Citrus Bowl).
В 1989 году было затрачено $30 миллионов на новую реконструкцию арены, в частности был надстроен третий ярус трибун, что позволило увеличить вместимость стадиона до 65 438 зрителей. В 2014 году стадион претерпел очередную реконструкцию, был полностью модернизирован и стал называться «Орландо Ситрес Боул» (Orlando Citrus Bowl Stadium). Вместимость после модернизации составляет 61 348 зрителей.
26 апреля 2016 года было объявлено, что права на название стадиона на последующие восемь лет были выкуплены «Кэмпинг Уорлд», компанией по продаже рекреационных домов на колёсах, в связи с чем стадион был переименован в «Кэмпинг Уорлд Стэдиум».

## Важные спортивные события

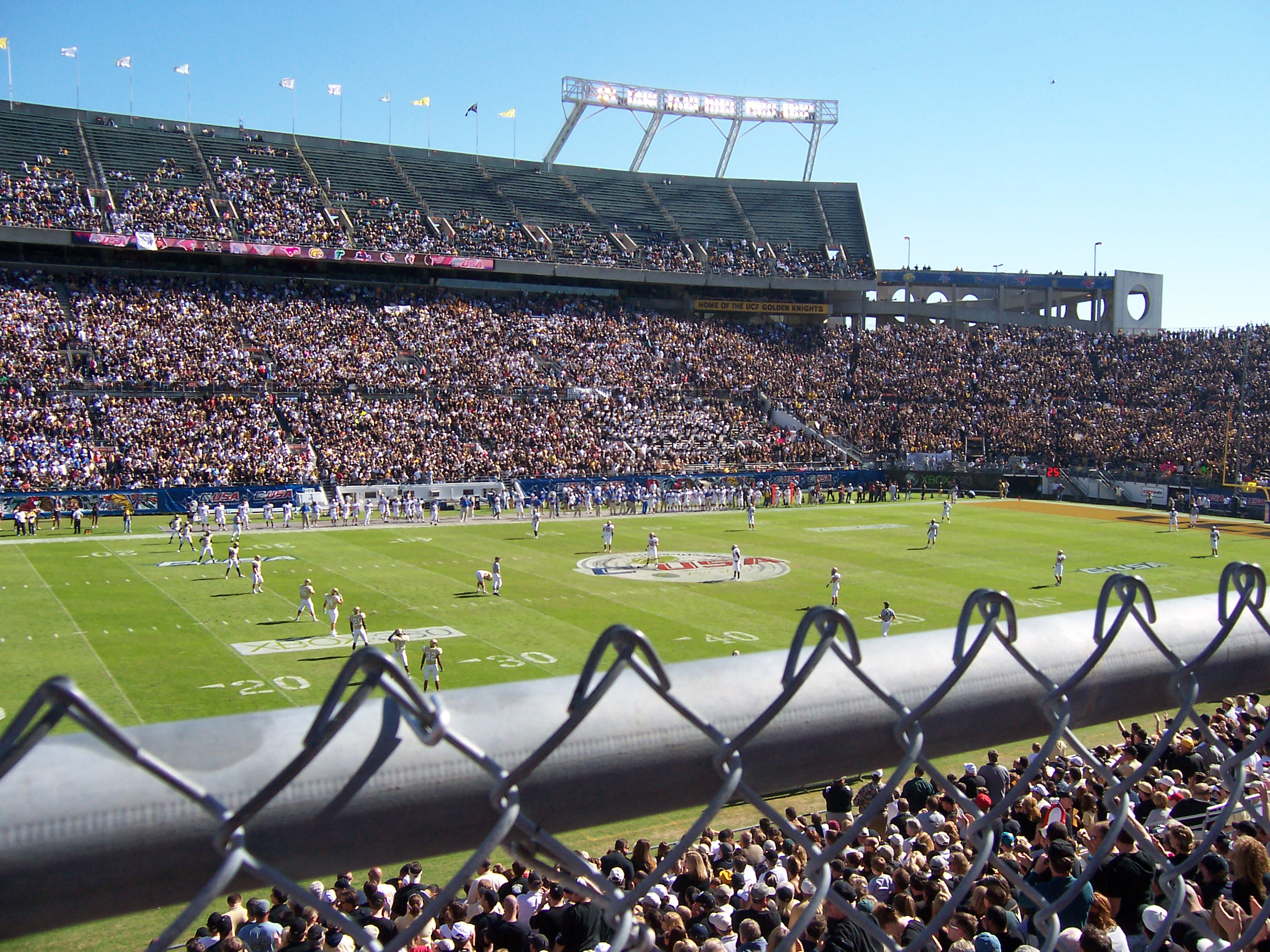
Матч студенческих команд по американскому футболу на «Кэмпинг Уорлд Стэдиум» в 2005 году

С момента постройки стадион был домашним полем многочисленных флоридских команд по американскому футболу, как университетских, так и профессиональных.
На стадионе проходили матчи группы F и игра 1/8 финала чемпионата мира 1994 года. Стадион также был ареной проведения групповых матчей мужских и женских футбольных сборных на Олимпийских играх 1996 года.

## В массовой культуре
В 1998 году стадион послужил одним из основных мест проведения съёмок кинофильма «Маменькин сыночек» с Адамом Сэндлером.